# Côte de Beauté
La Côte de Beauté est une portion de littoral du Sud-Ouest français située au nord de l’estuaire de la Gironde et au sud-est de la presqu'île d'Arvert, dans le département de la Charente-Maritime, en région Nouvelle-Aquitaine. Sa capitale est la ville de Royan.
Elle se situe dans le prolongement de la Côte sauvage. Ses limites sont approximativement la pointe de la Coubre, au bord de l'océan Atlantique, sur la commune des Mathes, et les falaises de Meschers-sur-Gironde, sur l'estuaire de la Gironde. Le Conseil national de l'information géolocalisée considère néanmoins que la Côte de Beauté s'étend de la pointe de la Coubre, en Charente-Maritime, jusqu'à la pointe de la Négade, en Gironde.
Six stations balnéaires forment l'armature touristique de la Côte de Beauté :
- La Palmyre (commune des Mathes)
- Saint-Palais-sur-Mer
- Vaux-sur-Mer
- Royan
- Saint-Georges-de-Didonne
- Meschers-sur-Gironde

En suivant la définition du Conseil national de l'information géographique, il faudrait également en ajouter deux de plus, Le Verdon-sur-Mer et Soulac-sur-Mer (sur la rive opposée de l'estuaire, en Gironde).
L'appellation Côte de Beauté a été inventée par le comité Miss Europe en 1931 en remplacement de l'ancienne dénomination Côte d'Argent, laquelle désigne toujours la portion de littoral néo-aquitain comprise entre Médoc et Pays basque.